# Synsepalum subverticillatum
Synsepalum subverticillatum är en tvåhjärtbladig växtart som först beskrevs av Eileen Adelaide Bruce, och fick sitt nu gällande namn av Terence Dale Pennington. Synsepalum subverticillatum ingår i släktet Synsepalum och familjen Sapotaceae. IUCN kategoriserar arten globalt som starkt hotad. Inga underarter finns listade i Catalogue of Life.